# Ambakireny
Ambakireny è una città e comune del Madagascar situata nel distretto di Tsaratanana, regione di Betsiboka. 
La popolazione del comune rilevata nel censimento 2001 era pari a 13 100 unità.